# Markus Hiden
 Markus Franz Hiden (* 4. Februar 1978 in Voitsberg) ist ein ehemaliger österreichischer Fußballspieler und aktueller Fußballtrainer. Mit dem namensgleichen Martin Hiden, ebenfalls ein gebürtiger Steirer, ist Markus Hiden weder verwandt noch verschwägert.

## Vereinskarriere
Der Weststeirer begann mit dem Fußballspiel beim heimatlichen SV Ligist. Über den USV Mooskirchen und ASK Voitsberg fand er den Weg zum ins BNZ des SK Sturm Graz. Nach einer leihweisen Rückkehr nach Voitsberg und einem weiteren Leihjahr beim damaligen Zweitligisten DSV Leoben kam er 1999 in die Bundesliga zum SV Ried, wo ihm sein Durchbruch gelang.
2001 folgte der Wechsel zum SK Rapid Wien, wo er 2005 österreichischer Meister wurde. Nach einem Kreuzbandriss im April 2004 verlor er den Anschluss im Kader und wechselte zur Sommertransferzeit 2006 nach Zypern zum AEL Limassol, Ende Jänner 2007 unterschrieb er einen Vertrag beim Grazer AK. Anfang der Saison 2008 kehrte er zum DSV Leoben zurück. Im Februar 2010 ging er zum FC Lankowitz, wo er im Sommer 2010 als Spielertrainer seine aktive Karriere beendete.

## Nationalmannschaft
Markus Hiden absolvierte 5 Länderspiele für die Österreichische Fußballnationalmannschaft in den Jahren 2001 und 2002.

## Trainerkarriere
Mit dem Frühjahr 2010 übernahm er die Aufgabe des Spieler-Trainers beim steirischen Unterligisten FC Lankowitz, wo er aber nach einem halben Jahr im Sommer 2010 wieder entlassen wurde. Dezember 2012 übernahm er als Cheftrainer den ASK Köflach. Diesen Job übte er bis September 2013 aus und ging dann als Bundesliga-Trainer zum Frauenfußball Verein SK Sturm Graz/FC Stattegg.

## Erfolge
- Österreichischer Meister: 2005